# Лаоски лангур
Лаоският лангур (Trachypithecus laotum) е вид бозайник от семейство Коткоподобни маймуни (Cercopithecidae). Видът е световно застрашен, със статут Уязвим.

## Разпространение
Разпространен е в Лаос.